# 南宋真假帝姬案
南宋真假帝姬案，又稱柔福公主案，是發生於绍兴十二年（1142年），是關於被金人所掠之柔福公主的一樁宮廷疑案。

## 經過
宋徽宗的女兒柔福帝姬（即柔福公主，帝姬是徽宗按蔡京的建議對皇女的稱呼），1127年「靖康之難」時17歲被擄入金后歸蓋天大王完顏宗賢所有，后又被賜予徐還。
建炎四年（1130年）有女子自稱「柔福」，是從金國逃回南宋，宋高宗命老宫女和老宦官察验，都感觉这女子相貌很像，盘问宫中旧事，也能够回答得圆满。唯一值得怀疑的地方是一双大脚，不似徽宗的公主所有，但其人回答也說服了宮廷：「金人驱逐如牛羊，赤脚奔走万里，一双纤足岂能仍如旧时模样？」因此被宋高宗确认为真，授予福国长公主的称号。又为她选择永州防御使高世褭（一作高世榮）为驸马。
绍兴十二年（1142年），高宗之母韋氏歸宋，稱真柔福死於五国城（今黑龙江省依兰县），且有内人杨氏，自北归来的相州观察使李愕，以及徐还之父徐中立为旁证。這位自稱「柔福」的人经审讯后承认自己为爲大梁比丘尼「靜善」冒充，「靜善」美艷，與柔福樣貌極為相似，在戰亂中遇到一名侍奉過柔福的宮女，並將宮中瑣事一一背誦，逃到南宋，求取富貴。高宗隨即下令誅殺這位「柔福」。此事件被稱為「柔福公主案」，又稱「南宋真假帝姬案」。

## 疑点

### 和南宋官方說法相同的疑點
绍兴二年（1132年），在柔福帝姬还宫两年之后，发生了一起假冒钦宗胞妹荣德帝姬的事件。但假冒之人無法通過老宫女和老宦官的察验，被乱杖打死。
《建炎以来系年要录》和《建炎以来朝野杂记》对此假公主案记载最为详细：起初此事为随韦太后南归的内人杨氏揭发，后有从金国归来的士人右武大夫、相州观察使李愕，以及柔福帝姬在金国的驸马的父亲武功大夫、荣州团练使徐中立为旁证，指正福国长公主为她人冒充。经审讯后伪福国长公主承认自己为东都乾明寺尼李静善，在被金人掳掠的过程中认识了宋朝宫女内人张喜儿，张喜儿认为李静善和柔福帝姬样貌相似，自此后李静善便自称公主。后李静善逃脱金人的控制，逃到河阳，途中三次被人转卖，后被南宋同知大宗正事赵仲的所知并迎归至酂阳，然后又被刘忠所掠，最后被韩世忠解救，宋高宗听闻后派宣政使冯益、内人吴心儿验视，两人均认为李静善为真公主。此后李静善以宋朝公主的身份在南宋生活，受封赏无数，直至被南归的太后、宫女、大臣一致指认为假。后李静善伏诛，伪公主的驸马高世荣夺所授官职，验视假公主的冯益与吴心儿因失职皆被除名并外州编管。随后又因为冯益为皇太后的亲戚，吴心儿已出嫁宗室为妇，两人案发时已均为皇亲国戚因此被宋高宗赦免部分处罚，不用外州编管，仅被革去一切功名。
徐中立与徐还历史上确有其人。徐中立按《北狩见闻录》、《北狩行录》为宋徽宗近臣，为仅有的被金人允许陪同宋徽宗至南郊斋宫的三位宋臣之一。《建炎以来朝野杂记》记载徐中立为入内医官，则有可能他在靖康之变前为宋徽宗最信任的御医，故虽无贵戚的身份，被俘后他的儿子却能成为宋徽宗驸马。徐中立归宋后官职为武功大夫、荣州团练使。
根据现有记载，韦太后并非独自一人南归，随她归宋的还有若干宫女、大臣，若韦太后真有在金国真有丑闻，在南宋的柔福帝姬也并非唯一知道真相之人。相对于生活封闭的宫女和公主，男性大臣更容易传播不利于韦太后的消息。然而韦太后并未杀同归的男性大臣，又何须杀早已潜逃南宋的公主呢？故南宋的柔福帝姬应为假冒。

### 和南宋官方說法相悖的疑點
宋人笔记《四朝闻见录》、《随国随笔》称柔福帝姬为真，因韦太后恶其言虏中隐事，故急命宋高宗诛之耳。《南渡竊憤續錄》認為，這位被殺女子實際是真的柔福帝姬。韋氏在金國也歸蓋天大王完顏宗賢，正好和柔福帝姬共事一夫，回宋后為名聲計殺柔福帝姬以滅口，然而《南渡竊憤續錄》只是托名辛弃疾的伪书，不足为据。